# Laurids Christensen
Laurids Christensen (født 28. september 1944) er en dansk tidligere vicepolitikommissær, der var borgmester i Høje-Taastrup Kommune fra 1983 til 1985, valgt for Det Konservative Folkeparti.
Efter aftjening af værnepligt ved Den Kongelige Livgarde og en efterfølgende frivillig udsendelse til Mellemøsten, flyttede Laurids Christensen fra Als til Sjælland og blev ansat ved politiet i Gladsaxe og Glostrup fra 1966 til 2007.
Han blev valgt til byrådet i Høje-Taastrup ved kommunalvalget 1981 og blev borgmester i 1983, hvor han efterfulgte Ebbe Korvin. Han sad kun i en enkelt periode, idet det ved valget i 1985 lykkedes Socialdemokratiet at generobre posten, som partiet tabte til Det Konservative Folkeparti fire år tidligere. Han fortsatte dog i byrådet og var viceborgmester fra 1986 til 2001. Fra 2010 til 2014 var han formand for miljøudvalget og derefter formand for socialudvalget, indtil han i 2017 forlod politik. Ved siden af byrådsarbejdet sad han desuden i Københavns Amtsråd fra 2002 frem til nedlæggelsen af amterne i 2007.